# Cantonul Saint-Laurent-en-Grandvaux
Cantonul Saint-Laurent-en-Grandvaux este un canton din arondismentul Saint-Claude, departamentul Jura, regiunea Franche-Comté, Franța.

## Comune
- Bonlieu
- Chaux-des-Prés
- Château-des-Prés
- Denezières
- Fort-du-Plasne
- Grande-Rivière
- La Chaumusse
- La Chaux-du-Dombief
- Lac-des-Rouges-Truites
- Les Piards
- Prénovel
- Saint-Laurent-en-Grandvaux (reședință)
- Saint-Maurice-Crillat
- Saint-Pierre
- Saugeot